# Karz (1980)
Karz ist ein Bollywoodfilm der die Reincarnation thematisiert. Der Film wurde zu einem erfolgreichen Hit, vor allem die Musik mit den bekannten Liedern "Om Shanti Om" und "Dard-E-Dil" wurden zu beliebten Hits. Farah Khans Film Om Shanti Om ist eine Hommage und zeigt einen Filmausschnitt, in der Rishi Kapoor den Titelsong "Om Shanti Om" singt.

## Handlung
Der taubstumme Sir Judah will sich das Ranimaa-Anwesen unter den Nagel reißen. Dies gehört Shanta Prasad und dessen Sohn Ravi Verma. Das Gericht spricht Ravi den Besitz zu und dies will Judah nicht auf sich sitzen lassen. Deshalb heckt dieser einen Plan aus: Die hübsche Kamini soll Ravi verführen und heiraten. Danach soll sie ihn töten, sodass der Besitz Judah übergeht. Der Plan gelingt und Ravis Mutter und Schwester werden aus dem Anwesen vertrieben.
21 Jahre später: Monty ist ein erfolgreicher Sänger und ihm steht eine vielversprechende Karriere bevor. Auch privat läuft es gut: Er verliebt sich in Tina und auch ihr Onkel Kabira hat Monty schnell ins Herz geschlossen. Doch in Kabiras Umfeld leidet Monty unter Alpträumen. Bald wird ihm klar, dass er die Reinkarnation von Ravi ist. Mit Kabiras Hilfe, der ein Freund des Ranimaa-Anwesens war, will er Rache ausüben.
Alle Unwahrheiten kommen ans Licht. Judah versucht Monty in die Quere zu kommen sowie auch Kamini. Doch beide sterben bei dem Versuch Monty umzubringen. Mit dem Tod sind beide bestraft und Monty erlöst von den bösen Träumen und heiratet Tina.

## Musik
| # | Titel                 | Sänger/in                                  |
| - | --------------------- | ------------------------------------------ |
| 1 | "Om Shanti Om"        | Kishore Kumar                              |
| 2 | "Paisa Yeh Paisa"     | Kishore Kumar                              |
| 3 | "Ek Haseena Thi"      | Kishore Kumar, Asha Bhosle                 |
| 4 | "Dard-E-Dil"          | Mohammad Rafi                              |
| 5 | "Main Solah Baras Ki" | Kishore Kumar, Lata Mangeshkar             |
| 6 | "Kamaal Hai"          | Kishore Kumar, Manna Dey, Anuradha Paudwal |

## Auszeichnungen
Filmfare Award 1981
- Filmfare Award/Beste Musik an Laxmikant-Pyarelal

## Kritik
„"Karz" ist eine Fundgrube für Analysen und Screenshots. Da Ghai ihn aber einfach nicht straff genug inszenierte und immer wieder den Erzählfluss durch schlampige Montage aus der Bahn wirft, reicht es nicht für höhere Weihen. Sehenswert ist der Streifen aber allemal.“